# Ignalino
Ignalino (lit. Ignalina) – miasto na Litwie, w okręgu uciańskim, położone w północno-wschodniej części kraju w Auksztocie. W okresie II Rzeczypospolitej w województwie wileńskim, powiecie święciańskim, gminie Daugieliszki.
Siedziba rejonu i gminy, ok. 7,5 tys. mieszkańców (w całym starostwie ok. 25 tys.). W okolicy miasta utworzony w 1974 r. Auksztocki Park Narodowy (21 2100 2ha), liczne jeziora (ok. 200, w samym Parku ponad sto) i pierwotne lasy.
Od nazwy Ignalina wzięła nazwę wybudowana w tamtej okolicy w czasach ZSRR Ignalińska Elektrownia Jądrowa typu czarnobylskiego (RBMK-1500). Wraz z elektrownią zbudowano tam od podstaw trzydziestotysięczne miasto Wisaginia, w którym mieszkają pracownicy elektrowni.

## Historia
W czasach zaborów miasteczko w gminie Daugieliszki, w powiecie święciańskim, w guberni wileńskiej Imperium Rosyjskiego. W 1905 roku liczyło 328 mieszkańców, 19 dziesięcin.
W dwudziestoleciu międzywojennym miasteczko leżało w Polsce, w województwie wileńskim, w powiecie święciańskim, w gminie Daugieliszki.
W 1931 w 232 domach zamieszkiwało 1538 osób.
Podczas okupacji hitlerowskiej na początku lipca 1941 roku Niemcy utworzyli getto dla żydowskich mieszkańców. Przebywało w nim około 1200 osób. 27 września 1941 roku Niemcy zlikwidowali getto, a Żydów wywieziono do obozu na poligonie obok Nowych Święcian. W październiku 1941 roku więźniów obozu (ok. 8 tys. osób) zamordowano. 

## Współpraca zagraniczna
- Niemcy, Büren
- Polska, Serock
- Norwegia, Gmina Kongsvinger
- Dania, Gmina Helle
- Czechy, Prachatice
- Łotwa, Dyneburg
- Białoruś, Brasław